# Dangun Feveron
Dangun Feveron (弾銃フィーバロン Dangan Fībaron?, también conocido como Fever SOS) es un matamarcianos desarrollado por Cave en 1998. La mecánica de juego es muy similar a otros matamarcianos maníacos de Cave, con gran cantidad de balas en pantalla en todo el juego, y con jefes que disparan con multitud de patrones complicados, aunque presenta diferencias principalmente temáticas. Su puntuación es mostrada con música disco, lo que lo hace diferente a cualquier matamarcianos.

## Mecánica de juego
A diferencia de muchos otros matamarcianos, permite un alto grado de personalización. Es posible la elección de hasta cuatro velocidades para la nave, así como tres tipos de fuego rápido y tres tipos de fuego continuo (al mantener presionado el botón de disparo). Esto permite crear naves con una mayor especialización.

### Sistema de puntuación
Es original. Si se destruyen a los enemigos en un cierto tiempo, aparecen prisioneros que pueden ser rescatados al tocarlos con la nave. Cada prisionero aumenta el valor en puntos de los enemigos por uno, lo que permite obtener puntuaciones más altas. Asumiendo que ningún prisionero se escapa, el valor de cada enemigo es la cantidad de prisioneros más uno. Por ejemplo: derribar un enemigo tras salvar 19 prisioneros da 20 puntos. Los enemigos más grandes tienen un valor de 5 veces un enemigo normal más 10. Es decir, derribar un enemigo tras salvar 49 prisioneros producirá 260 puntos (50+51+52+53+54=260). Los jefes equivalen al valor de un enemigo multiplicado por el número de prisioneros rescatados en todo el nivel. Al usar un crédito, ambos valores, puntos y prisioneros, vuelven a 0.

### Mejoras
Existen tres tipos de mejoras:
- P: aumenta el poder del arma.
- FP: aumenta el poder del arma al máximo.
- B: aumenta la cantidad de bombas en uno.